# Andechs
Andechs ist eine Gemeinde im oberbayerischen Landkreis Starnberg und ein Wallfahrtsort. Berühmt ist Andechs für das gleichnamige Benediktinerkloster und seine Klosterbrauerei, wie auch durch die Milchprodukte der Andechser Molkerei Scheitz, der größten deutschen Bio-Molkerei.

## Geographie

### Geografische Lage und Landschaft

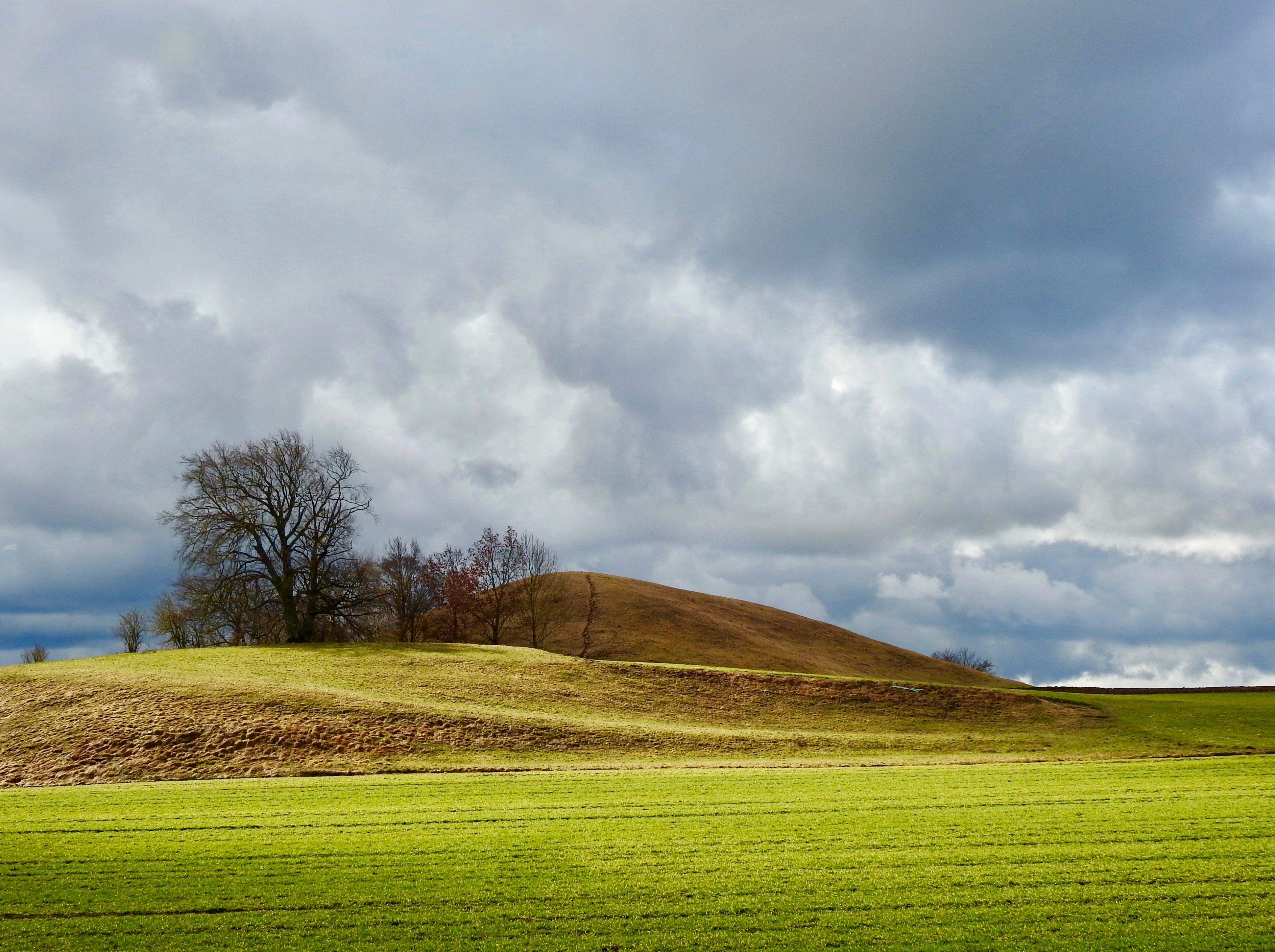
Der Bäckerbichl; ein Drumlin in Andechs

Die Gemeinde liegt auf einem Höhenrücken zwischen dem Ammersee im Westen und dem Starnberger See im Osten. Der Rücken entstand durch Gletscherablagerungen zwischen den beiden Haupt-Gletscherzungen des Isar-Loisach-Gletschers, die für die beiden Zungenbeckenseen und die Drumlins verantwortlich waren und weist auf seiner Oberfläche Strukturen von Endmoränen auf.
Die Gemeinde liegt im Zentrum des Fünfseenlandes und hat fünf Gemeindeteile: das Kloster Andechs, die Pfarrdörfer Erling, Frieding und Machtlfing und die Anstalt Rothenfeld.
Es gibt die Gemarkungen Erling-Andechs, Frieding und Machtlfing.
Durch Erling fließt der Kienbach. Außerdem befinden sich im Gemeindegebiet mehrere Weiher und Fischteiche.

### Topografie
Innerhalb des Gemeindegebiets variiert die Geländehöhe um etwa 200 Meter. Der niedrigste Punkt liegt mit 542 m ü. NHN am Ufer des Ammersees, der höchste mit bis zu 730 m ü. NHN im Kerschlacher Forst.

### Natur- und Landschaftsschutz

Am Erlinger Wanderweg

Außer den Dorfkernen von Erling, Frieding und Machtlfing liegen alle Fluren der Gemeinde innerhalb des Landschaftsschutzgebietes Westlicher Teil des Landkreises Starnberg, das 1972 unter Schutz gestellt wurde. Zudem sind weite Teile der Landschaft von dem FFH-Gebiet Moränenlandschaft zwischen Ammersee und Starnberger See durchzogen; der Mesnerbichl ist als Naturschutzgebiet ausgewiesen.
Ein 2,7 Kilometer langer „landeskultureller Wanderweg auf Erlinger Flur“ erklärt an 15 Stationen Wissenswertes über die Entstehung der Landschaft rund um das Kloster Andechs sowie die Struktur des Bodens, die Landwirtschaft, das Relief und das Klima der Region.

Erling (links) und Andechs (rechts), von 150 Meter nordwestlich von der  Friedenskapelle aus

## Geschichte

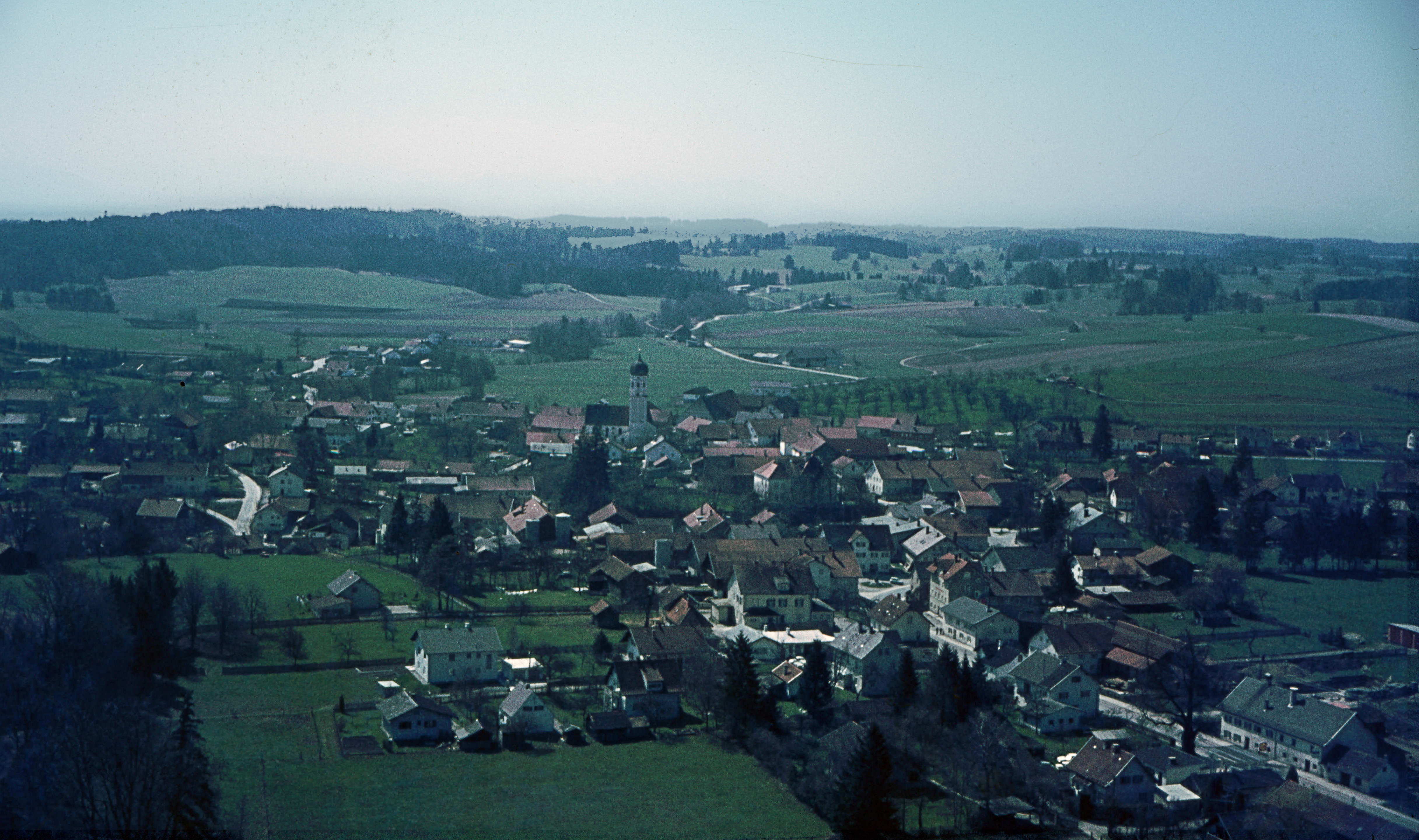
Blick vom Turm der Wallfahrtskirche (ca. 1968, horizontal gespiegelt)

### Bis zum 19. Jahrhundert
Der Heilige Berg Andechs war bereits über weite Teile der Ur- und Frühgeschichte besiedelt. Einige Münzfunde von dem Berghang und aus der näheren Umgebung lassen es möglich erscheinen, dass sich auf der Erhebung eine römische Militärstation befand, die im Zusammenhang mit der Eroberung des Alpenvorlandes unter Kaiser Augustus stand.
Der Ortsname ist um 1050 als Andehsa erstgenannt und kommt vom römischen Flächenmaß andecena, das eingedeutscht als Anzing noch bis in die Neuzeit verwendet wurde.
Im Mittelalter war die Burg Andechs Stammsitz der europaweit bedeutenden Grafen von Andechs und Herzöge von Meranien, die in direkter Linie 1248 ausstarben. Nach einer sagenumwobenen Wiederauffindung des verlorenen Reliquienschatzes der Grafen von Andechs im Jahre 1388 lebte Andechs als Wallfahrtsort wieder auf und erlebte eine neue Blüte. 1455 erfolgte die Klostergründung auf dem Heiligen Berg. Bis zur Säkularisation war das Gebiet ein Teil der geschlossenen Hofmark Erling.
1803 wurde das Kloster aufgelöst. Der Ort Erling unterhalb des Klosters wurde 1818 eine selbstständige politische Gemeinde. 1850 wurde das Kloster Andechs als Pfründe für die Abtei St. Bonifaz (München) unter Ludwig I. von Bayern neu gegründet.

### Wappen

Bannerflagge der Gemeinde Andechs

| | Blasonierung: „Unter silbernen Schildhaupt, darin ein grüner Erlenzweig, in Blau ein schreitender, herschauender goldener Löwe.“ |
| Wappenbegründung: Der grüne Erlenzweig im Schildhaupt ergibt ein für den früheren Gemeindenamen Erling redendes Bild (ab 1956 Erling-Andechs, seit 1978 Andechs.) Der herschauende goldene Löwe ist die Minderung des Wappens der Grafen von Andechs (Adelsgeschlecht) (ein Löwe über einem Adler), die in der Geschichte des bayerischen Oberlandes (Bayerisches Oberland) bis Mitte des 13. Jahrhunderts eine bedeutende Rolle spielten. Nach dem Aussterben der Andechser 1248 kam die Grafschaft Andechs in den Besitz der Wittelsbacher. Herzog Albrecht III. ließ am Standort der Burg 1455 die Benediktinerabtei zum Heiligen Berg Andechs errichten. Der Andechser Löwe fand auch Eingang in das Klosterwappen. Das berühmte Kloster ist der weithin sichtbare Mittelpunkt der Gemeinde und gab ihr schließlich auch den Namen. An die enge Verbindung zum Haus Wittelsbach erinnern die Feldfarben des Wappens Silber und Blau. Das Gemeindewappen von Andechs wurde am 3. Oktober 1972 offiziell vom Regierungspräsidenten Oberbayerns genehmigt. | |

### Namensänderungen und Eingemeindungen
Die Gemeinde Erling wurde am 30. April 1956 amtlich in Erling-Andechs umbenannt. Im Zuge der Gebietsreform in Bayern wurde am 1. Juli 1976 die Gemeinde Machtlfing in die Gemeinde Erling-Andechs eingegliedert. Am 1. Januar 1978 kam Frieding hinzu. Am 2. Januar 1978, also nur einen Tag später, wurde der Gemeindename Erling-Andechs amtlich in Andechs geändert.

### Einwohnerentwicklung
Zwischen 1988 und 2018 wuchs die Gemeinde von 2679 auf 3751 um 1072 Einwohner bzw. um 40 %.
| Jahr      | 1840 | 1900 | 1939 | 1961 | 1970 | 1987 | 1991 | 1995 | 2005 | 2010 | 2015 |
| Einwohner | 962  | 1327 | 1530 | 1987 | 1867 | 2682 | 2824 | 2993 | 3208 | 3318 | 3527 |

### Versuche zur Chronobiologie
In einem eigens errichteten Bunker im Gemeindegebiet fanden ab 1963 Versuche des Max-Planck-Instituts für Verhaltensphysiologie statt, die für die Chronobiologie richtungsweisend waren. Rund 450 Probanden lebten dort – anfangs einzeln, später in Gruppen – ohne Verbindung zur Außenwelt, ohne Uhr und ohne Tageslicht. Die Aufenthaltsdauer betrug meist vier Wochen. Zweck war die Erforschung der circadianen Rhythmik (auch „Innere Uhr“) des Menschen, auch im Hinblick auf Erfordernisse der bemannten Raumfahrt, die damals bevorstand. Zu den beteiligten Wissenschaftlern gehörten Jürgen Aschoff und der Niederländer Serge Daan.
Ein Ergebnis war, dass der unsynchronisierte Tagesablauf mit etwa 25 Stunden Periodizität verläuft, etwas länger als der natürliche Tag. Kein Proband musste, anders als zuvor angenommen, psychiatrisch behandelt werden. 1989 endete die Versuchsreihe.

## Politik

Rathaus der Gemeinde Andechs

### Gemeinderat
Der Gemeinderat besteht aus dem Ersten Bürgermeister und 16 Gemeinderatsmitgliedern.
|  | Gemeinderatswahl Andechs 2020Wahlbeteiligung: 68,4 % 403020100 35,230,916,98,68,4 CSUBGbGrüneBPSPDGewinne und Verlusteim Vergleich zu 2014 %p 10 8 6 4 2 0 −2 −4 −6 −8−2,4−6,9+5,3+8,6−4,7CSUBGGrüneBPSPDAnmerkungen:b Bürgergruppe | Sitzverteilung der Gemeinderatsmitglieder seit Mai 2020Insgesamt 16 Sitze - SPD: 1 - Grüne: 3 - BG: 5 - CSU: 6 - BP: 1 |

| Jahr | CSU | SPD | Grüne | BG | BP | gesamt | Wahlbeteiligung |
| ---- | --- | --- | ----- | -- | -- | ------ | --------------- |
| 2020 | 6   | 1   | 3     | 5  | 1  | 16     | 68,5 %          |
| 2014 | 6   | 2   | 2     | 6  | 0* | 16     | 67,6 %          |
| 2008 | 7   | 2   | 1     | 6  | 0* | 16     | 67,5 %          |
| 2002 | 8   | 4   | 0     | 4  | 0* | 16     | 71,5 %          |

0* = nicht zur Wahl angetreten

### Bürgermeister
Seit dem 1. Mai 2020 ist Georg Scheitz (CSU) hauptberuflicher Erster Bürgermeister.
Zuvor hatte Anna Elisabeth Neppel (Bürgergruppe) das Amt inne, das sie 2008 von Karl Roth (CSU, Amtszeit 1996 bis 2008) übernommen hatte. Roth war von 2008 bis 2020 Landrat des Landkreises Starnberg.

### Gemeindepartnerschaften
Partnerschaften bestehen mit
- Kamnik, Slowenien
- Amras, Tirol, Österreich, seit 2000

## Kultur und Sehenswürdigkeiten

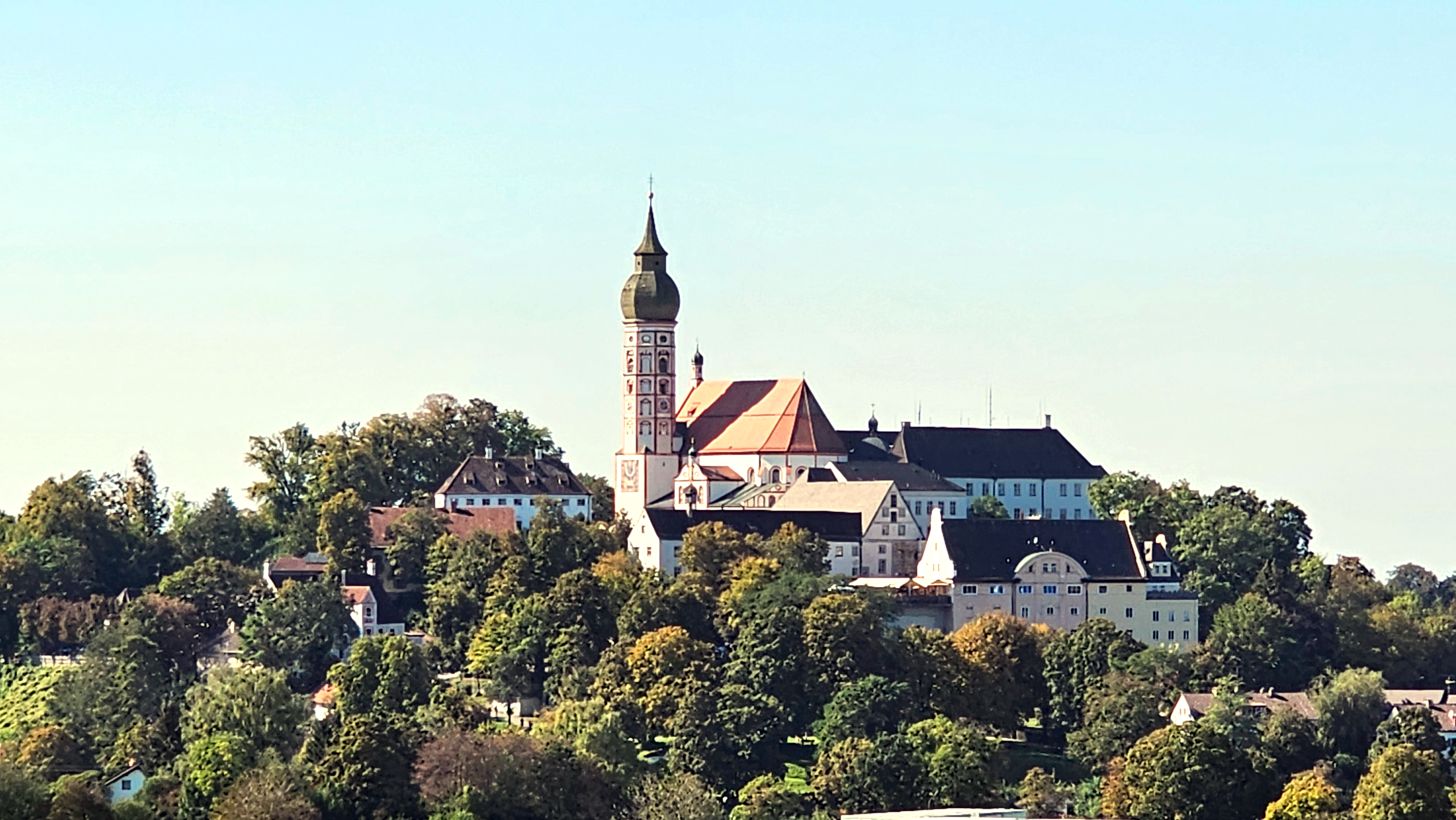
Kloster Andechs

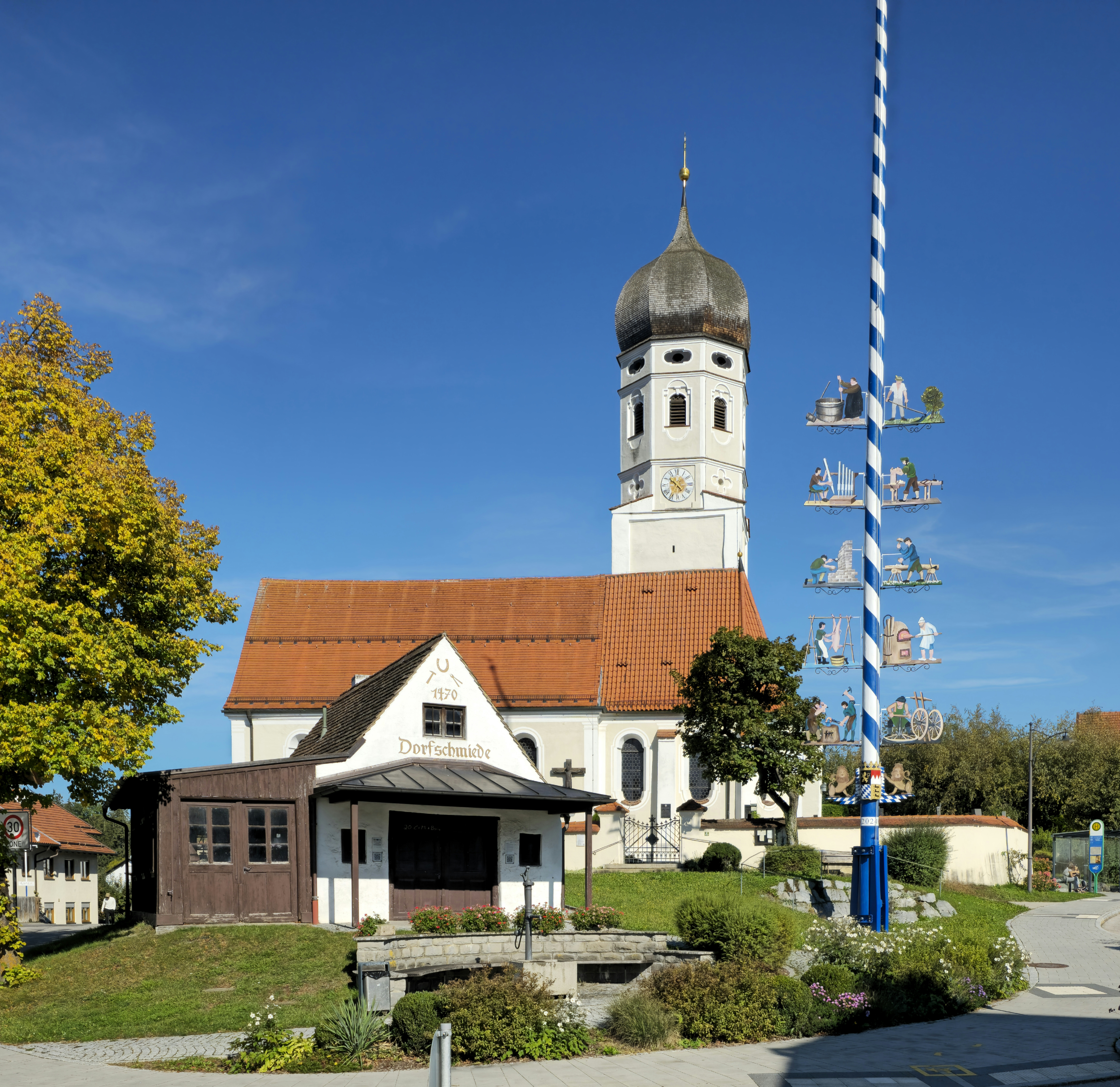
Dorfplatz Erling

Die spätgotische Klosterkirche Andechs wurde von 1751 bis 1755 von Johann Baptist Zimmermann im Stile des Rokokos umgestaltet.
Die Carl Orff-Festspiele Andechs, bei denen in den Sommermonaten im Florian-Stadl des Klosters Andechs alljährlich Werke von Carl Orff aufgeführt werden, sind weltweit die bedeutendste Spielstätte, die sich der Pflege der Orffschen Werke verpflichtet hat. Carl Orff liegt auf seinen Wunsch hin in einer Seitenkapelle der Klosterkirche begraben.
Auf dem Gemeindegebiet befinden sich die Überreste der Abschnittsbefestigung Andechs aus dem Frühmittelalter, heute ein Bodendenkmal.

### Regelmäßige Veranstaltungen
Am Heiligen Berg unterhalb des Klosters Andechs findet seit 1976 jährlich am zweiten Adventswochenende ein Christkindlmarkt mit lebendiger Krippe statt.
Zudem findet am Christi Himmelfahrtstag und am darauffolgenden Wochenende ein Markt mit Handwerkern und Händlern am Fuße des Klosterbergs statt.
Jeweils im April findet der Andechs Trail (8,5/15 km) statt.

## Wirtschaft
Erling ist Sitz der Andechser Molkerei.
Im Andechser Gewerbegebiet „Rothenfeld“ sind einige mittelständische Unternehmen (Industrie, Software, Handwerk) angesiedelt.
Größter Arbeitgeber der Gemeinde ist das Kloster Andechs mit der eingegliederten Brauerei und der Gastronomie.

## Verkehr
Der MVV bedient diverse Haltestellen im Gemeindegebiet mit den Buslinien:
| Linie | Linienverlauf                                                                                               | Verkehrsunternehmen |
| ----- | --- | ------------------- |
| 928   | Andechs, Kloster – Seefeld-Hechendorf S – Steinebach S – Walchstadt                                         | Geldhauser          |
| 950   | Herrsching S – Frieding – Oberalting – Starnberg Nord S                                                     | Geldhauser          |
| 951   | Starnberg Nord S – Andechs – Herrsching S                                                                   | RVO                 |
| 958   | Herrsching S – Andechs – Machtlfing – Traubing – Garatshausen – Tutzing S R (im Sommer mit Fahrradanhänger) | RVO                 |

## Infrastruktur

### Bücherei
Im Gemeindeteil Erling befindet sich in einem Pavillon in der Nähe des Rathauses eine öffentliche Bücherei, welche durch das katholische Pfarramt Andechs verwaltet und betrieben wird.

### Feuerwehrwesen
Im Gemeindegebiet befinden sich drei Freiwillige Feuerwehren mit jeweiligen Feuerwehrhäusern in den Gemeindeteilen Erling, Frieding, Machtlfing sowie ein von der Abteilung „Historie“ der Feuerwehr Erling ehrenamtlich geführtes Feuerwehrmuseum in Erling.

### Kinderbetreuung
Es gibt acht Einrichtungen für Kinderbetreuung in der Gemeinde:
- katholischer Kindergarten St. Elisabeth (Erling)
- BRK Kinderhaus „Sternschnuppe“(Frieding)
- BRK Kinderhaus „StaRKe Strolche“ (Erling)
- BRK Mittagsbetreuung Andechs (Erling)
- heilpädagogische Tagesstätte „Lebenshilfe Starnberg“ (Erling)
- Kindergarten der Elterninitiative „Bärenhöhle“ (Erling)
- KinderArt-Kinderhaus „Pusteblume“ (Machtlfing)
- Wald-Kreativ-Kindergarten (Machtlfing)

Zudem bietet die Gemeinde Andechs in den Sommerferien ein vielfältiges Ferienprogramm für Kinder an, welches hauptsächlich von Ehrenamtlichen betreut wird.

### Schulen
In der Gemeinde Andechs befindet sich die Carl-Orff-Volksschule. Neben dem gewöhnlichen Unterrichtsangebot der Grundschule bietet die Schule auch eine große Auswahl an Musikunterricht an.

### Behörden und Einrichtungen
- Justizvollzugsanstalt Landsberg am Lech, Außenstelle Rothenfeld
- Ehemalige Außenstelle des Max-Planck-Instituts für Ornithologie in der Von-der-Tann-Str. 7 (aufgelöst)
- Möbelbörse Andechs: Bei der „Möbelbörse“ können gut erhaltene Möbel kostenlos abgegeben und günstig erworben werden. Der gesamte erwirtschaftete Erlös wird im Rahmen der Aktion „Sonnenblume“ für soziale Zwecke im Gemeindebereich verwendet.

## Persönlichkeiten
- Hedwig von Andechs (auch: Hedwig von Schlesien) (1174–1243), Herzogin von Schlesien, Heilige der katholischen Kirche, ist in Andechs geboren.
- Gertrud von Andechs (auch: Gertrude von Andechs-Meranien) (1185–1213). Gräfin von Andechs-Meranien und als Ehefrau von Andreas II. Königin von Ungarn.
- Maurus Friesenegger (1589–1655), Abt im Kloster Andechs von 1640 bis 1655, verfasste ein Tagebuch aus dem Dreißigjährigen Krieg.
- Georg Queri (1879–1919), bayerischer Heimatdichter und Schriftsteller, ist im Ortsteil Frieding geboren.
- Hugo Lang (1892–1967), war Abt des Benediktinerklosters Andechs.
- Carl Orff (1895–1982), Komponist und Musikpädagoge, ist in der Klosterkirche Andechs begraben.
- Odilo Lechner (1931–2017), war Abt des Benediktinerklosters Andechs.
- Eduard Werner (* 1933), Historiker und Autor, lebt im Ortsteil Erling.
- Bert Hölldobler (* 1936), Verhaltensforscher, Soziobiologe und Evolutionsökologe, ist im Ortsteil Erling geboren.
- Anselm Bilgri (* 1953), war als Benediktinermönch Prior im Kloster Andechs.
- Karl Roth (* 1954), war Bürgermeister von Andechs und Landrat von Starnberg.
- Johannes Eckert (Abt) (* 1969), ist seit 2003 Abt des Benediktinerklosters Andechs.